# Rasuł Magomiedow
Rasuł Magomiedowicz Magomiedow (ros. Расул Магомедович Магомедов; ur. 1 stycznia 1995) – rosyjski zapaśnik startujący w stylu wolnym. Pierwszy w Pucharze Świata w 2019 i piąty w 2017. 
Drugi na ME U-23 w 2018. Trzeci na mistrzostwach Rosji w 2017 roku.